# Panslawismus

Staaten in Europa mit einer slawischen Titularnation und Nationalsprache
Ostslawen
Westslawen
Südslawen

Der Panslawismus (auch Allslawische Bewegung) ist eine Form der Panbewegungen und entstand zu Beginn des 19. Jahrhunderts als romantischer Nationalismus. Sein Ziel war die kulturelle, religiöse und politische Einheit aller slawischen Völker in Europa.
Aus der panslawistischen Bewegung gingen im 20. Jahrhundert die Tschechoslowakei und Jugoslawien hervor. Seit dem Zerfall dieser Staaten gilt der Panslawismus als politisch gescheitert.

## Ziele
Der Panslawismus entsprang den Ideen des Nationalismus und der Romantik, wobei letztere im Gegensatz zur Aufklärung und zum Rationalismus die politische Einheit und Souveränität mit der kulturellen Homogenität gleichsetzte.
Die Ziele der Panslawisten reichten vom kulturellen Austausch zwischen den slawischen Völkern über einen losen Staatenbund bis zur Errichtung eines homogenen slawischen Staates. Die Frage nach den Grenzen eines slawischen Reiches mit oder ohne Russland wurde heftig diskutiert, was an ähnliche Bemühungen für ein Groß- oder Kleindeutsches Reich erinnert. Auch die Führungsrolle Preußens im Deutschen Reich ab 1871 findet eine gewisse Entsprechung im russischen Führungsanspruch über alle slawischen Völker oder auch jenem Serbiens über die Slawen auf dem Balkan.

## Geschichte

### Ursprünge und literarischer Panslawismus
Bereits im 17. Jahrhundert schrieb der kroatische Russlandreisende Juraj Križanić eine Reihe politischer, theologischer, linguistischer und geschichtlicher Werke, in denen er zu einer Vereinigung aller Slawen unter russischer Führung aufrief. Dabei ging er von einem gegenreformatorischen Standpunkt aus, der eine Union der Kirche forderte und muslimische Osmanen und protestantische Deutsche verurteilte. Er war jedoch ein Einzelgänger, dem es nicht gelang, eine Bewegung zu entfachen.
Der Panslawismus entstand als romantische Tendenz innerhalb der slawischen Völker im Zeitalter des Vormärz, als Reaktion auf die Unterdrückung durch die Restauration. Einige der frühesten Erscheinungsformen der panslawischen Idee innerhalb der Habsburgermonarchie sind auf Ján Kollár und Pavel Jozef Šafárik zurückzuführen. Ausgangspunkt der Bewegung war der deutsche romantische Nationalismus (Herder und seine Volksdefinition).
Der Begriff „Panslawismus“ wurde 1826 zum ersten Mal benutzt, als der Slowake Jan Herkel eine gemeinsame slawische Sprache forderte, in der eine allen Slawen verständliche Literatur („sive verus panslavismus“) geschrieben werden könnte. Bei dieser ersten Phase handelte es sich um eine vornehmlich literarische Idee, die noch nicht mit politischen Forderungen einherging.

### Politische Bewegung

Die panslawischen Farben Weiß-Blau-Rot, wie sie auf dem Prager Slawenkongress im Juni 1848 verkündet wurden.

Die politische Bewegung entstand im von den Habsburgern beherrschten Vielvölkerstaat Österreich (ab 1867 Österreich-Ungarn) und im Osmanischen Reich, wo Millionen Slawen lebten. Die Vorbilder der Panslawisten waren die deutschen Nationalisten, deren Definition des Begriffs „Volk“ übernommen wurde. Bereits Johann Gottfried Herder schrieb den Slawen einen einheitlichen Charakter zu. Der slowakische Dichter Ján Kollár und andere bestanden hingegen auf die Unterschiedlichkeit der slawischen Völker und entwickelten daraus die Forderung nach einer kulturellen Einheit.
In Polen entwickelte sich der „Messianismus“, nach welchem die polnische Nation den Märtyrertod für die Ideale der Französischen Revolution gestorben sei. Das Slawentum verkörpere sich in dieser Sicht in Polen allein. Diese Ansicht wurde wesentlich von Adam Mickiewicz vertreten. Ein Einbezug Russlands wurde mit zunehmenden antirussischen Tendenzen nach dem Novemberaufstand aufgegeben.
1848 wurde ein Slawenkongress in Prag abgehalten, auf dem das Konzept des Austroslawismus in Erscheinung trat. In der Folge kam es während des Europäischen Revolutionsjahrs 1848 zum Prager Pfingstaufstand gegen die österreichische Vorherrschaft in Böhmen. Der Aufstand wurde jedoch bald von den österreichischen Truppen niedergeschlagen. Auf dem Kongress gab sich die Bewegung eine Fahne, die als panslawische Farben in den meisten Fahnen späterer slawischer Nationen auflebte, und wählte eine Hymne, „Hej Sloveni“ von Samo Tomášik, die auf der polnischen Nationalhymne „Mazurek Dąbrowskiego“ basiert und später zur Nationalhymne Jugoslawiens wurde. Beobachter beurteilten den Prager Kongress als zugleich antiösterreichisch, antiosmanisch und antirussisch.

### Russischer Panslawismus
Russland hielt sich ursprünglich aus der Bewegung heraus, weil es gleichzeitig Besatzungsmacht in slawischen Staaten, wie etwa in Polen, und Verbündeter der Habsburger war. Einen wesentlichen Anteil an der Gründung der Bewegung hatten die Slawophilen, die sich jedoch ursprünglich nur auf Russland konzentrierten. Erst mit dem Verlust des Krimkriegs machte sich auch Russland die panslawistische Bewegung zu eigen, um seinen Einfluss in Mitteleuropa und auf dem Balkan im Zuge des wachsenden Imperialismus zu stärken. Russland wurde zum Machtzentrum eines zukünftigen allslawischen Reiches erhoben. Ausführlich konzipierte dies Nikolai Danilewski, indem er die Vorherrschaft des germanisch-romanischen Westeuropas für beendet erklärte. Russlands Expansion war für Danilewski eine welthistorische Mission, dies aufgrund seiner spirituellen Werte und seiner Sicht der Russen als einzigem gottesfürchtigem Volk. Russland unterstützte die Aufstände der slawischen Völker auf dem Balkan, was zur Balkankrise und schließlich zum Russisch-Türkischen Krieg von 1877 bis 1878 führte. In Serbien fand Russland einen Verbündeten für seine Pläne.
Im Zuge einer verstärkten Entwicklung hin zum Panrussismus, also der Überlegenheit der russischen Slawen und damit verbundenen Russifizierungskampagnen, setzte sich eine Unterdrückungspolitik gegen Polen durch. Dieser Vorherrschaftsanspruch führte zusammen mit (aus dem Panslawismus beeinflussten) einzelnationalen Bewegungen, wie der Illyrischen Bewegung in Kroatien, zur zunehmenden Spaltung der Panbewegung.
Während des Ersten Weltkrieges erwies sich die panslawistische Idee für Russland insofern als hilfreich, als sie einige slawische Soldaten vor allem aus der habsburgischen Armee zum Überlaufen motivierte. Am Ende des Ersten Weltkrieges waren fast alle slawischen Völker unabhängig, dennoch kam es nicht zur beabsichtigten Gründung eines slawischen Großreiches. Zum einen erschwerte die Existenz nichtslawischer Minderheiten, etwa der Ungarn, Deutschen, Litauer und Rumänen, eine Festlegung von Staatsgrenzen, andererseits verhinderten die nationalen Interessen von Polen (siehe Józef Piłsudskis „Intermarum“), Tschechen und Serben die Einigung. Schließlich wandte sich auch Russland von der panslawistischen Idee ab, nicht zuletzt weil einige der Bolschewiki sie als rassistischen Nationalismus brandmarkten. Letztendlich mussten sich die Panslawisten mit der Gründung der Tschechoslowakei und Jugoslawiens zufriedengeben.

### Ende des Panslawismus
Als nach dem Ende des Zweiten Weltkrieges alle slawischen Nationen unter die Vorherrschaft der kommunistischen Sowjetunion gerieten, wurde dies in Polen und der Tschechoslowakei auch durch einen sowjetischen Panslawismus gerechtfertigt. Ab 1948 wurde der Rekurs auf den Panslawismus im Ostblock Stück für Stück beendet; an seine Stelle trat zunehmend die Ideologie der „sozialistischen Freundschaft der Völker“, die jetzt auch nichtslawische Nationen einschloss. Der Niedergang des Panslawismus relativierte die Existenzberechtigung der slawischen Vielvölkerstaaten Tschechoslowakei, Jugoslawien und Sowjetunion und verhinderte ihr „organisches Zusammenwachsen“. Er war, neben der gewaltsamen Unterdrückung von Minderheiten, ein wichtiger Faktor beim Zerfall dieser Staaten am Ende des 20. Jahrhunderts.
Mit dem Zusammenbruch der Sowjetunion 1991 kamen auch Bestrebungen zur Vereinigung von Rumänien und Moldau auf und stellen die Republik Moldau bis heute im Konflikt mit seinen ostslawischen Minderheiten (siehe Transnistrien-Konflikt) vor die Zerreißprobe. Dieser Konflikt ist somit zu einem großen Teil das Resultat des Aufeinandertreffens von Panslawismus und Panromanismus.
Heute gilt der Panslawismus als politisch gescheitert, aber kulturell erfolgreich: Wie in anderen romantisch-nationalistischen Bewegungen hatten Gelehrte mit der Entwicklung von Geschichte, Philologie und Folklore zur Stärkung des nationalen Zusammengehörigkeitsgefühls bleibende Werte geschaffen.

## Panslawische Sprachen
Die Ähnlichkeit der slawischen Sprachen inspirierte viele, eine panslawische Sprache zu schaffen. Die bekanntesten sind Slovio und Interslawisch.